# Mai 1975

## Évènements
- 1er mai (Mayday, en anglais) : suppression des commissions fixes sur les transactions sur valeurs mobilières aux États-Unis, qui déclenche la spectaculaire croissance des marchés financiers.

- 11 mai (Formule 1) : Grand Prix automobile de Monaco.

- 12 - 15 mai : incident du Mayagüez. Le cargo américain Mayagüez est arraisonné par des Cambodgiens. Gerald Ford exige la libération immédiate du navire et de son équipage. Malgré l’annonce de la restitution du navire, il ordonne une opération militaire sur l’île de Koh Tang, au cours de laquelle 41 soldats américains sont tués.

- 16 mai : Le Sikkim devient le 22e État de l’Union indienne à la suite d'un référendum qui met fin à la monarchie.

- 20 mai : début du procès de la Bande à Baader en Allemagne.

- 24 mai : des barricades sont levées dans Beyrouth ouest. La ville est séparée entre le Front libanais et le Mouvement national.

- 25 mai : 
  - victoire du parti socialiste aux élections au Portugal. Nationalisations.
  - Formule 1 : Grand Prix automobile de Belgique.

- 28 mai : fondation de la Communauté économique des États de l'Afrique de l'Ouest (CEDEAO ou ECOWAS en anglais). Composée de seize membres, elle est dominée par le Nigeria, la nation la plus peuplée et la plus riche de la région.

- 29 mai : Gustáv Husák, président de la République socialiste tchécoslovaque (fin en 1989).

- 31 mai (Rallye automobile) : arrivée du Rallye de l'Acropole.

## Naissances
- 1er mai : Marc-Vivien Foé, footballeur camerounais († 26 juin 2003).
- 2 mai : David Beckham, footballeur anglais.
- 5 mai : 
  - Cédric Tiberghien, pianiste français.
  - Fabien Renvoisé, Ingénieur français.
- 6 mai : Olivier Alleman, arbitre de l'émission Intervilles.
- 8 mai : Enrique Iglesias, Chanteur espagnol.
- 14 mai : Daniel Zaïdani, homme politique français.
- 15 mai : Dorothy Metcalf-Lindenburger, astronaute américaine.
- 25 mai :
  - Claire Castillon, écrivain français.
  - Keiko Fujimori, femme politique péruvienne.
  - Aïssa Maïga, actrice française.
- 26 mai : 
  - Lauryn Hill, chanteuse américaine.
  - Kwasi Kwarteng, homme politique britannique.
- 29 mai : 
  - Melanie Brown, chanteuse du groupe Spice Girls, danseuse, auteur-compositrice-interprète et actrice britannique.
  - Aynur Elgunesh, journaliste indépendante et prisonnière politique azerbaïdjanaise.

## Décès
- 6 mai :
  - József Mindszenty, cardinal hongrois (° 29 mars 1892).
  - Fernand Verhaegen, peintre belge (° 1883).
- 18 mai : Leroy Anderson, compositeur américain (° 29 juin 1908).
- 19 mai : Dorette Muller, artiste peintre et affichiste française. (° 1894)
- 20 mai : 
  - Rodolfo Gaona, matador mexicain (° 22 janvier 1888).
  - Barbara Hepworth, sculptrice britannique (° 10 janvier 1903).
- 21 mai : Barbara Hepworth, sculpteur britannique.
- 30 mai : Michel Simon, acteur suisse (° 1895).